# Kesong puti
Kesong puti (lit. "queijo branco" em tagalo) é um queijo branco, fresco, de consistência amolecida, feito de leite de carabao (uma espécie de búfalo d´água) desnatado, salgado e coalhado.
Tem uma textura macia e é levemente salgado. Algumas versões comerciais são levemente azedas devido ao uso de vinagre no lugar de coalho.
Este queijo é originário das Filipinas, das províncias de Laguna, Bulacan, Samar e Cebu. Nas Filipinas é um popular café da manhã, onde é comido em conjunto com um pão local chamado de pão de sal.